# Primera Batalla de San Luis de la Paz
La Primera Batalla de San Luis de la Paz fue un enfrentamiento militar ocurrido en San Luis de la Paz, Guanajuato, entre el 3 y el 11 de septiembre de 1817, entre las fuerzas del Ejército Insurgente, dirigido por el General Francisco Xavier Mina y las fuerzas leales a la Corona española, comandadas por el capitán general Juan Nepomuceno Guajardo. 

## Antecedentes
Después de tomar la Hacienda del Vizcocho (hoy San Diego de la Unión), donde los 31 prisioneros realistas capturados fueron fusilados, el General Mina tomó rumbo hacia San Luis de la Paz. Este pueblo, situado a 14 leguas al este de Santa Fe de Guanajuato, de mediana población en otros tiempos y de no menos comercio por la regular uva que cosechaba, así como el pueblo de Dolores y que se consumía en México y Querétaro, había sido casi destruido durante la primera parte de la guerra; habíase ocupado alternativamente por uno y otro bando, y ambos le habían tratado por crueldad. Era una especie de frontera entre Guanajuato y Querétaro, y por tanto le resguardaban 100 hombres de infantería regular y otras escuadras de paisanos agregados. Apenas se entendió allí que Mina se aproximaba, cuando se aprestó la guarnición para la defensa reparando la que tenían. La parroquia, casa del cura y cementerio, fueron los puntos principales de ella.

## El Sitio
Mina creyó triunfar allí del mismo y fácil modo que en la Hacienda del Vizcocho, pero encontró más resistencia de la que esperaba. En vano intentó y repitió los ataques, precediendo la intimación; en vano atacó con masas cerradas, pues se dispersaban al fuego de la plaza en el momento más crítico, y en que era más necesaria la firmeza. El Capitán Perrier intentó quemar el puente levadizo que comunicaba la parroquia con el pueblo, localizado justo frente al atrio, incendiándolo desde el foso, pero al creer ingenuamente que le seguiría un piquete de infantes, al haber sido descubierto por los realistas, no encontró su tropa, y apenas pudo escapar malherido. Gastó Mina cuatro días en estas inútiles tentativas, por lo que intentó formar un camino cubierto entre las casas derruidas y el puente levadizo. Lo consiguió entonces y cortó el puente. La guarnición cedió sin más resistencia y pidió cuartel; Mina no obró entonces como en el Vizcocho (donde ejecutó a los prisioneros), pues se compadeció de los defensores por los ruegos del comandante del Vizcocho, refugiado en la plaza, mismo que fue fusilado por su crueldad para con los prisioneros patriotas que sus hombres habían aprehendido, junto al comandante de la guarnición de San Luis de la Paz, Juan Nepomuceno Guajardo, y a un soldado europeo de nombre Cristóbal Villaseñor. 
Las tropas del General Mina contabilizaron 34 muertos, por 61 defensores realistas de la plaza. El resto de soldados pasó a enrolarse en los estandartes americanos, junto a la llegada de 250 hombres del Coronel Encarnación Ortiz que se encontraba en la cercana Xalpa, y que marchó hacia San Luis de la Paz apenas hubo conocimiento de que las fuerzas del General Mina se encontraban sitiando la plaza.

## Posteriormente a la Batalla
Después de destruidas las fortificaciones de la plaza, se le confió el mando de ella al Coronel González, héroe de Jalpa, dándosele orden de que observara el movimiento de los enemigos. Y no era para menos, pues se supo que el Coronel realista Francisco Orrantia, al mando de tres mil hombres, había salido de San Luis Potosí y capturado a la guarnición insurgente en la Hacienda de Villela. Mina, por su parte, partió rumbo de Querétaro pero prefirió desviarse y tomar San Miguel El Grande, pero reforzada esta plaza por tropas desde Guanajuato, tomó el camino del sur y se hizo fuerte en Valle de Santiago. Desde ahí, el jefe insurgente comenzó una nueva campaña por el sur de Guanajuato y el norte de Michoacán, con diversos resultados.